# Montreuil-sur-Lozon
Montreuil-sur-Lozon és un municipi francès situat al departament de la Manche i a la regió de Normandia. L'any 2007 tenia 272 habitants.

## Demografia

### Població
El 2007 la població de fet de Montreuil-sur-Lozon era de 272 persones. Hi havia 109 famílies de les quals 30 eren unipersonals (30 dones vivint soles i 30 dones vivint soles), 30 parelles sense fills, 41 parelles amb fills i 8 famílies monoparentals amb fills.
La població ha evolucionat segons el següent gràfic:
Habitants censats

### Habitatges
El 2007 hi havia 135 habitatges, 109 eren l'habitatge principal de la família, 8 eren segones residències i 18 estaven desocupats. Tots els 132 habitatges eren cases. Dels 109 habitatges principals, 87 estaven ocupats pels seus propietaris, 21 estaven llogats i ocupats pels llogaters i 2 estaven cedits a títol gratuït; 6 tenien dues cambres, 7 en tenien tres, 23 en tenien quatre i 74 en tenien cinc o més. 93 habitatges disposaven pel capbaix d'una plaça de pàrquing. A 49 habitatges hi havia un automòbil i a 49 n'hi havia dos o més.

### Piràmide de població
La piràmide de població per edats i sexe el 2009 era:
| Homes | Edats   | Dones |
| ----- | ------- | ----- |
| 0     | 95 o +  | 0     |
| 0     | 90 a 94 | 0     |
| 0     | 85 a 89 | 0     |
| 4     | 80 a 84 | 0     |
| 0     | 75 a 79 | 0     |
| 8     | 70 a 74 | 4     |
| 0     | 65 a 69 | 16    |
| 20    | 60 a 64 | 12    |
| 0     | 55 a 59 | 8     |
| 20    | 50 a 54 | 4     |
| 12    | 45 a 49 | 8     |
| 0     | 40 a 44 | 0     |
| 4     | 35 a 39 | 12    |
| 12    | 30 a 34 | 8     |
| 8     | 25 a 29 | 4     |
| 4     | 20 a 24 | 8     |
| 16    | 15 a 19 | 0     |
| 4     | 10 a 14 | 4     |
| 0     | 5 a 9   | 8     |
| 4     | 0 a 4   | 8     |

## Economia
El 2007 la població en edat de treballar era de 163 persones, 115 eren actives i 48 eren inactives. De les 115 persones actives 103 estaven ocupades (55 homes i 48 dones) i 13 estaven aturades (5 homes i 8 dones). De les 48 persones inactives 23 estaven jubilades, 8 estaven estudiant i 17 estaven classificades com a «altres inactius».

### Ingressos
El 2009 a Montreuil-sur-Lozon hi havia 110 unitats fiscals que integraven 278 persones, la mediana anual d'ingressos fiscals per persona era de 15.041 €.

### Activitats econòmiques
Dels 7 establiments que hi havia el 2007, 1 era d'una empresa extractiva, 1 d'una empresa de fabricació de material elèctric, 2 d'empreses immobiliàries, 1 d'una entitat de l'administració pública i 2 d'empreses classificades com a «altres activitats de serveis».
L'any 2000 a Montreuil-sur-Lozon hi havia 15 explotacions agrícoles que ocupaven un total de 486 hectàrees.

## Poblacions més properes
El següent diagrama mostra les poblacions més properes.